# Театральная библиотека (журнал, 1891)
«Театральная библиотека» (в 1895 — «Театрал») — русский иллюстрированный театральный журнал, издававшийся ежемесячно в Москве в 1891-1898 годах. Основатель — Ф. А. Куманин. Издатель: в 1891—1896, № 45-48 Ф. А. Куманин; 1896, № 49-56 О. К. Куманина.

## История
Первый номер вышел в сентябре 1891 года. В редакционной статье "Наша программа" было сказано:
"Давая нашему издание имя «Театральной Библиотеки», мы искренно желали-бы, чтоб его содержание отвечало заглавию. Оно должно действительно представлять со временем целую «библиотеку» и по репертуару, и по
изучению всех сторонъ сценическаго Mиpa". 
В 1895 году в результате закрытия журнала «Артист» и реорганизации журнала «Театральная библиотека» стал выходить журнал «Театрал».
С 1896 года журнал «Театрал» и возобновленный журнал «Театральная библиотека» (приложение к журналу «Театрал») стали выходить параллельно, при этом продолжая его нумерацию порядковых годов издания.

## Сотрудники

### Редакция
Редакторы: 1891, № 1-2 ответственный редактор —  А. Р. Гиппиус; 1891, № 3-8-1892, № 9-13 И. И. Петров; 1892, № 14-16 За редактора Ф. А. Куманин; 1892, № 17-20-1894, № 33-36 ответственный редактор Е. Е. Корш; 1894, № 37-38-41-44 За редактора Ф. А. Куманин; 1894—1896, № 45-48 редактор-издатель Ф. А. Куманин; 1896, № 49-56 за редактора А. С. Сергеев.

## Описание
Журнал публиковал драматические произведения, одобренные цензурой для представления и публичного чтения, отдельные сцены, монологи и стихотворения, практические указания режиссёрам и другим театральным деятелям, советы любителям.

## Содержание
В первом номере были несколько отделов: первый заключал в себе пьесы,
пропущенные цензурой. Остальные отделы журнала, кроме мемуаров и лите-
ратурных очерков личного характера, составляемые редакцией в определенном направлении, составляли редакционный отделы.
- Новосельский Г. Н. Симеон Иоаннович Гордый, Великий Князь Московский: драма в 5 действиях и 9 картинах из времен 1345–1353 г., С. 1-70
- Самарин И. В. Из семейной хроники: комедия в 3-х действиях, С. 71-132
- Урусов Н. П. Окольным путем, на большую дорогу: драматическая комедия в 5-ти действиях, С. 133-230
- Жуков В. И. С огнем не играй: комедия в 1-м действии, С. 231-264
- Геркулес: Шутка-водевиль в 1-м действии / Пер. с нем. П. Е. Новикова, С.265-290

- Шаповалов Н. Григорий Наумович Новосельский: (Биографический очерк), С. 1-8
- Эмиль Золя, как сценический критик и драматург, С.9-24
- Легуве Эрнест Искусство чтения / Пер. с фр. Гл. I–IX., С.25-56
- Заграничная школа (из воспоминаний русской). Гл. I–XI., С.57-84
- Стружкин Н. С. Записки актера. Гл. I–III., С.85-130
- К открытию сезона: (Заметка о Малом театре), С.131-136
- Наш французский театр: (Письмо из Петербурга) / Подпись NN, С.137-140
- Западные сцены. «Французская Комедия» в Лондоне, С.141-154
- Список пьес, дозволенных драматической цензурой к представлению безусловно и с исключениями. С 1-го июля 1878 года по 1 января 1879 года, С.155-160
- Список пьесам гг. членов Общества драматических писателей, игранных на провинциальных театрах за январь 1878 года, С. 161-168
- Частные объявления, С.169

К 1898 году:
Каталог 388 драматических произведений, помещенных в № 1—158 журнала «Театрал» и в № 1—70 «Т. б.», в № 77 «Т. б.», сентябрь 1898.
Указатели: Содержание томов «Театральной библиотеки», № I—XI (с мая 1891 по декабрь 1894), в № 44, 1894.
Печатались «Алфавитные списки русских драматических произведений, дозволенных цензурой к представлению».
Справочный отдел регулярно давал адреса театральных деятелей, предложения ангажемента, сообщения о сценической деятельности артистов, музыкантов, суфлеров, декораторов и пр.

## Библиографическое описание
Театральная библиотека [Текст] : ежемесячный журнал. — Москва : О. К. Куманина, 1891—1894. — 25-28 см.